# Kenneth McMillan
Ne doit pas être confondu avec Kenneth MacMillan.
Kenneth McMillan, né le 2 juillet 1932 à New York et mort le 8 janvier 1989 à Santa Monica, est un acteur américain, principalement connu pour son rôle dans le film Dune de David Lynch, où il interprète le baron Vladimir Harkonnen. Il jouait régulièrement des rôles de méchants.

## Biographie
McMillan est né à Brooklyn, New York, de Margaret et Harry McMillan, un camionneur. 
Avant de devenir un acteur, McMillan était un gérant dans un magasin. À l'âge de 30 ans, il décide de se consacrer à sa carrière d'acteur. Il va au Fiorello H. LaGuardia High School of Music & Art and Performing Arts et prend des leçons d'acteur de Uta Hagen et Irene Dailey. Le 20 juin 1969, il se marie avec Kathryn McDonald, avec qui il restera jusqu'à sa mort. Ils ont eu un enfant, l'actrice Alison McMillan.
McMillan meurt d'une maladie du foie le 8 janvier 1989.

## Filmographie
- 1973 : Serpico de Sidney Lumet : Charlie (non crédité)
- 1974 : Les Pirates du métro (The Taking of Pelham One Two Three) de Joseph Sargent : Commandant
- 1978 : Starsky et Hutch (saison 4, épisode 6) : Lieutenant Dan Slate
- 1979 : Head Over Heels de Joan Micklin Silver : Pete
- 1979 : Les Vampires de Salem : Shérif Parkins Gillespie
- 1980 : Carny de Robert Kaylor : Heavy St. John (Saint Jean en VF)
- 1981 : Sanglantes Confessions (True Confessions) de Ulu Grosbard : Inspecteur Frank Crotty
- 1981 : Heartbeeps de Allan Arkush : Max
- 1981 : C'est ma vie, après tout ! (Whose Life Is It Anyway?) de John Badham : Juge Wyler
- 1981 : Ragtime de Miloš Forman : Willie Conklin
- 1984 : Le Pape de Greenwich Village (The Pope of Greenwich Village) de Stuart Rosenberg : Barney
- 1984 : Amadeus de Miloš Forman : Michael Schlumberg (version "Director’s cut")
- 1984 : Dune de David Lynch : Baron Vladimir Harkonnen
- 1984 : Protocol de Herbert Ross : Sénateur Norris
- 1985 : Cat's Eye de Lewis Teague : Cressner
- 1985 : Runaway Train de Andreï Kontchalovski : Eddie MacDonald
- 1986 : Clair de lune (saison 3, épisode 7) : Baptista
- 1986 : Armé et dangereux (Armed and Dangerous) de Mark L. Lester: Capitaine Clarence O'Connell
- 1987 : Malone, un tueur en enfer (Malone)  de Harley Cokeliss : Shérif Hawkins
- 1987 : Magnum (saison 8, épisode 3) : Joe Hatten
- 1989 : Les Trois Fugitifs (Three Fugitives) de Francis Veber : Dr Horvath